# Auridius aurigineus
Auridius aurigineus är en insektsart som beskrevs av Hamilton 1999. Auridius aurigineus ingår i släktet Auridius och familjen dvärgstritar. Inga underarter finns listade i Catalogue of Life.